# Thủ tướng Thụy Điển
Thủ tướng Chính phủ (tiếng Thụy Điển: statsminister, nghĩa là "Bộ trưởng của Nhà nước") là người đứng đầu chính phủ ở Thụy Điển. Trước khi lập chức vụ Thủ tướng vào năm 1876, nhà vua đứng đầu. Louis De Geer Gerhard, kiến trúc sư của cuộc cải cách Nghị viện năm 1876, đã trở thành Thủ tướng đầu tiên của Thụy Điển. Thủ tướng Chính phủ hiện tại của Thụy Điển là Stefan Löfven, lãnh tụ của Đảng Dân chủ Xã hội Thụy Điển.

## Lịch sử
Trước năm 1876, khi Văn phòng của Thủ tướng Chính phủ được lập ra, Thụy Điển không có một ''người đứng đầu chính phủ'' mà người đứng đầu cao nhất là Vua, nắm toàn quyền. Kể từ sau khi vị vua "Hùng sư phương Bắc" Karl XII băng hà, quyền lực nhà vua bị suy yếu đáng kể; và ''Hội đồng Cơ mật Thụy Điển'' (xem danh sách đính kèm) chính là cơ quan nắm quyền cao nhất trong nhà nước vào "Thời đại Tự do" 1718 - 1772.
Trong cuộc cải cách chính phủ năm 1809, hai chức vụ Tổng trưởng Chính phủ về Công lý (Thụy Điển: ''justitiestatsminister)'' và Thứ trưởng Bộ Ngoại giao (Thụy Điển: ''utrikesstatsminister'') đã được tạo ra, nhưng quyền lực không mạnh bằng các Bộ thời sau này. Đến cuộc cải cách năm 1876, hai chức vụ này được nâng lên thành Bộ Tư pháp và Bộ Ngoại giao. Không giống như Bộ Tư pháp, Thứ trưởng Bộ Ngoại giao được quyền giao thiệp với Thủ tướng Chính phủ. Từ năm 1917, quốc vương Thụy Điển đã dùng quyền lập hiến của mình để tự nhà vua trực tiếp bổ nhiệm Thủ tướng Chính phủ và Nghị Viên (Bộ trưởng Nội các) theo ý mình. Thủ tướng được thừa nhận đầy đủ (de facto) các đặc quyền hoàng gia; người dân sẽ gọi Chính phủ với cái tên là Kungl. Maj:t, viết tắt của Kunglig Majestät (tương đương trong tiếng Anh: Royal Majesty; hiểu là Tể tướng Hoàng gia). Cho đến cải cách 1974 đã tước bỏ quyền thành lập chính phủ của vua mà thay vào đó, Nghị viện là cơ quan duy nhất lập chính phủ mới và không cần thông qua nhà vua.

## Nhiệm vụ
Bất cứ khi Thủ tướng từ chức (chết, bị buộc từ chức), Nghị viện sẽ cử Phó Thủ tướng lên thành lập chính phủ lâm thời cho đến khi Nghị viện có Thủ tướng mới. Các thành viên của Nghị viện sẽ tận dụng thời gian gấp rút ấy để tham vấn ý kiến các lãnh đạo của các chính đảng để bầu ra Thủ tướng mới cho Nghị viện xem xét. Nếu Thủ tướng mới được bầu (làm lễ nhậm chức tại Cung điện Hoàng gia) và Nghị viện đã chuẩn y, ông có quyền bổ nhiệm các thành viên của nội các mới và thống kê có bao nhiêu Bộ trưởng trong tân chính phủ
Với ngoại lệ của Thủ tướng, Bộ trưởng Nội các (Thụy Điển: ''statsråd'') không cần sự chấp thuận của Nghị viện nhưng có thể bị buộc phải từ chức bởi một cuộc bỏ phiếu bất tín nhiệm. Nếu Thủ tướng Chính phủ bị buộc chấp nhận một cuộc bỏ phiếu bất tín nhiệm - với tổng phiếu bất tin nhiệm là 175 phiếu hoặc hơn - ông và toàn bộ nội các phải từ chức và quá trình bầu cử Chính phủ mới được diễn ra.
Về nhiệm vụ, Chính phủ mới sẽ "chịu trách nhiệm trước Nghị viện" (điều 12, chương 1 của Hiến pháp) về việc quản lý các thành viên, các Bộ của mình. Các Bộ trưởng không chịu trách nhiệm trước Bộ mà chỉ chịu trách nhiệm trước Thủ tướng; thậm chí các Bộ bị "cấm can thiệp" vào các cơ quan khác trong chính phủ và Nghị viện. Chính phủ được thay mặt vua ký kết các văn kiện với đại diện nước ngoài và các tổ chức quốc tế (điều 10, chương 1 của Hiến pháp). Chương 6, Điều 7 quy định rằng chính phủ được quyền ban hành pháp luật và công bố trước toàn dân.

## Tiện nghi

### Văn phòng và nhà ở
Các văn phòng chính phủ, bao gồm cả văn phòng Thủ tướng Chính phủ, tọa lạc tại Rosenbad ở trung tâm Stockholm, trên hồ nước Helgeandsholmen
Năm 1991, tòa nhà Sager (hoặc "Sager Palace" như nó được gọi trước đây) đã được mua lại, và từ năm 1995 nó đã phục vụ như nhà riêng của Thủ tướng Chính phủ. Các Sager House nằm liền kề với Rosenbad và tòa nhà Quốc hội.
Harpsund, một thái ấp trong Flen Municipality, Södermanland County, đã phục vụ như một nơi cư trú trước của Thủ tướng Chính phủ từ năm 1953. Nơi này cũng thường được sử dụng cho các hội nghị chính phủ và hội nghị thượng đỉnh không chính thức giữa chính phủ, ngành công nghiệp và các tổ chức tại Thụy Điển.

### Mức lương
Mức lương của các bộ trưởng nội các, trong đó có Thủ tướng Chính phủ, được quyết định bởi ''Statsrådsarvodesnämnden'' ("Ủy ban Lương Nội Bộ trưởng") của Nghị viện. Từ 01 tháng 7 năm 2014, mức lương hàng tháng Thủ tướng Chính phủ là 156.000 SEK (€ 17,034 / $ 23,304 / £ 13,594) hoặc 1.872.000 SEK (€ 204.411 / 279.653 $ / £ 163.123) mỗi năm.

## Danh sách chủ tịch Hội đồng Cơ mật Thụy Điển
1. Conrad von Pyhy: 1538 - 1543
2. Nils Gyllenstierna: 1560 - 1593
3. Erik Larsson Sparre: 1593 - 1600
4. Svante Turesson Bielke: 1602 - 1609
5. Axel Oxenstierna: 1612 - 1654
6. Erik Oxenstierna: 1654 - 1656
7. Magnus Gabriel De la Gardie: 1660 - 1672
8. Bengt Gabrielsson Oxenstierna: 1680 - 1702
9. Nils Gyldenstolpe: 1702 - 1709
10. Arvid Horn: 1710 - 1719
11. Gustaf Cronhielm: 1719
12. Johan August Meijerfeldt: 1719 – 1720
13. Arvid Horn: 1720 – 1738
14. Gustaf Bonde: 1738 – 1739
15. Carl Gyllenborg: 1739 – 1746
16. Carl Gustaf Tessin: 1746 – 1752
17. Andreas Johan von Höpken: 1752 – 1761
18. Claes Ekeblad: 1761 – 1765
19. Carl Gustaf Löwenhielm: 1765 - 1768
20. Fredrik von Friesendorff: 1768 – 1769
21. Claes Ekeblad: 1769 – 1771
22. Ulrik Scheffer: 1771 – 1772
23. Joachim von Düben: 1772
24. Ulrik Scheffer: 1772 – 1783
25. Gustaf Philip Creutz: 1783 – 1785
26. Malte Ramel: 1785 – 1786
27. Emanuel de Geer: 1786 – 1787
28. Johan Gabriel Oxenstierna: 1786 – 1789
29. Karl Wilhelm von Düben: 1789 – 1790
30. Evert Wilhelm Taube: 1792
31. Fredrik Wilhelm von Ehrenheim: 1801 – 1809
32. Lars von Engeström: 1809
33. Carl Axel Wachtmeister: 1809 - 1810, Bộ trưởng Bộ Công lý đứng đầu chính phủ sau khi vua Gustav IV bị truất ngôi
34. Fredrik Gyllenborg: 1810 - 1829
35. Mathias Rosenblad: 1829 - 1840
36. Arvid Mauritz Posse: 1840
37. Carl Petter Törnebladh: 1840 - 1843
38. Lars Herman Gyllenhaal: 1843 - 1844
39. Johan Nordenfalk: 1844 - 1846
40. Arvid Mauritz Posse: 1846 - 1848
41. Gustaf Sparre: 1848 - 1856
42. Claës Günther: 1856 - 1858
43. Louis De Geer: 1858 - 1870
44. Axel Adlercreutz: 1870 -1874
45. Edvard Carleson: 1874 - 1875
46. Louis De Geer: 1875 - 1876

## Danh sách Thủ tướng Chính phủ

### Danh sách Thủ tướng Chính phủ theoLiên hiệp Vương quốc Na Uy và Thụy Điển(1876-1905)
| Stt | Tên (Sinh – mất)                  | Chân dung   | Thời gian nhiệm kỳ                         | Đảng phái chính trị (Liên minh)                | Nội các (Liên minh đảng) | Ủy thác bầu cử | Vua                  |
| --- | --------------------------------- | ----------- | ------------------------------------------ | ---------------------------------------------- | ------------------------ | -------------- | -------------------- |
| 1   | Louis Gerhard De Geer (1818–1896) | không khung | 20 tháng 3 năm 1876 – 19 tháng 4 năm 1880  | Độc lập                                        | L. G. De Geer            | 1875           | Oscar II (1872–1907) |
| 1   | Louis Gerhard De Geer (1818–1896) | không khung | 20 tháng 3 năm 1876 – 19 tháng 4 năm 1880  | Độc lập                                        | L. G. De Geer            | 1878           | Oscar II (1872–1907) |
| 2   | Arvid Posse (1820–1901)           | không khung | 19 tháng 4 năm 1880 – 13 tháng 6 năm 1883  | Đảng Lantmanna                                 | Posse                    | —              | Oscar II (1872–1907) |
| 2   | Arvid Posse (1820–1901)           | không khung | 19 tháng 4 năm 1880 – 13 tháng 6 năm 1883  | Đảng Lantmanna                                 | Posse                    | 1881           | Oscar II (1872–1907) |
| 3   | Carl Johan Thyselius (1811–1891)  | không khung | 13 tháng 6 năm 1883 – 16 tháng 5 năm 1884  | Độc lập                                        | Thyselius                | —              | Oscar II (1872–1907) |
| 4   | Robert Themptander (1844–1897)    | không khung | 16 tháng 5 năm 1884 – 6 tháng 2 năm 1888   | Độc lập                                        | Themptander              | 1884           | Oscar II (1872–1907) |
| 4   | Robert Themptander (1844–1897)    | không khung | 16 tháng 5 năm 1884 – 6 tháng 2 năm 1888   | Độc lập                                        | Themptander              | 1887a[§]       | Oscar II (1872–1907) |
| 4   | Robert Themptander (1844–1897)    | không khung | 16 tháng 5 năm 1884 – 6 tháng 2 năm 1888   | Độc lập                                        | Themptander              | 1887b          | Oscar II (1872–1907) |
| 5   | Gillis Bildt (1820–1894)          | không khung | 6 tháng 2 năm 1888 – 12 tháng 10 năm 1889  | Độc lập                                        | G. Bildt                 | —              | Oscar II (1872–1907) |
| 6   | Gustaf Åkerhielm (1833–1900)      | không khung | 12 tháng 10 năm 1889 – 10 tháng 7 năm 1891 | Đảng Bảo hộ Mậu dịch                           | Åkerhielm                | — 1890         | Oscar II (1872–1907) |
| 7   | Erik Gustaf Boström (1842–1907)   | không khung | 10 tháng 7 năm 1891 – 12 tháng 2 năm 1900  | Đảng Lantmanna                                 | Boström I                | —              | Oscar II (1872–1907) |
| 7   | Erik Gustaf Boström (1842–1907)   | không khung | 10 tháng 7 năm 1891 – 12 tháng 2 năm 1900  | Đảng Lantmanna                                 | Boström I                | 1893           | Oscar II (1872–1907) |
| 7   | Erik Gustaf Boström (1842–1907)   | không khung | 10 tháng 7 năm 1891 – 12 tháng 2 năm 1900  | Đảng Lantmanna                                 | Boström I                | 1896           | Oscar II (1872–1907) |
| 7   | Erik Gustaf Boström (1842–1907)   | không khung | 10 tháng 7 năm 1891 – 12 tháng 2 năm 1900  | Đảng Lantmanna                                 | Boström I                | 1899           | Oscar II (1872–1907) |
| 8   | Fredrik von Otter (1833–1910)     | không khung | 12 tháng 9 năm 1900 – 5 tháng 7 năm 1902   | Độc lập                                        | Otter                    | —              | Oscar II (1872–1907) |
| 9   | Erik Gustaf Boström (1842–1907)   | không khung | 5 tháng 7 năm 1902 – 13 tháng 4 năm 1905   | Đảng Lantmanna                                 | Boström II               | —              | Oscar II (1872–1907) |
| 9   | Erik Gustaf Boström (1842–1907)   | không khung | 5 tháng 7 năm 1902 – 13 tháng 4 năm 1905   | Đảng Lantmanna                                 | Boström II               | 1902           | Oscar II (1872–1907) |
| 10  | Johan Ramstedt (1852–1935)        | không khung | 14 tháng 4 – 2 tháng 8 năm 1905            | Độc lập                                        | Ramstedt                 | —              | Oscar II (1872–1907) |
| 11  | Christian Lundeberg (1842–1911)   | không khung | 2 tháng 8 – 7 tháng 11 năm 1905            | Đảng Bảo hộ Mậu dịch (Tổng Liên đoàn Tuyển cử) | Lundeberg AvF–LS         | —              | Oscar II (1872–1907) |

### Thủ tướng thuộcVương quốc Thụy Điển(1905-nay)
| Stt | Tên (Sinh – mất)                    | Chân dung   | Thời gian nhiệm kỳ                                 | Đảng phái chính trị (Liên minh)                | Nội các (Liên minh đảng) | Ủy thác bầu cử | Vua                         |
| --- | ----------------------------------- | ----------- | -------------------------------------------------- | ---------------------------------------------- | ------------------------ | -------------- | --------------------------- |
| 12  | Karl Staaff (1860–1915)             | không khung | 7 tháng 11 năm 1905 – 29 tháng 5 năm 1906          | Đảng Liên minh Tự do                           | Staaff I LS              | 1905           | Oscar II (1872–1907)        |
| 13  | Arvid Lindman (1862–1936)           | không khung | 29 tháng 5 năm 1906 – 7 tháng 10 năm 1911          | Đảng Bảo hộ Mậu dịch (Tổng Liên đoàn Tuyển cử) | Lindman I AvF            | —              | Oscar II (1872–1907)        |
| 13  | Arvid Lindman (1862–1936)           | không khung | 29 tháng 5 năm 1906 – 7 tháng 10 năm 1911          | Đảng Bảo hộ Mậu dịch (Tổng Liên đoàn Tuyển cử) | Lindman I AvF            | 1908           | Gustaf V (1907–1950)        |
| 14  | Karl Staaff (1860–1915)             | không khung | 7 tháng 10 năm 1911 – 17 tháng 2 năm 1914          | Đảng Liên minh Tự do                           | Staaff II LS             | 1911           | Gustaf V (1907–1950)        |
| 15  | Hjalmar Hammarskjöld (1862–1953)    | không khung | 17 tháng 2 năm 1914 – 30 tháng 3 năm 1917          | Độc lập                                        | Hammarskjöld             | —              | Gustaf V (1907–1950)        |
| 15  | Hjalmar Hammarskjöld (1862–1953)    | không khung | 17 tháng 2 năm 1914 – 30 tháng 3 năm 1917          | Độc lập                                        | Hammarskjöld             | 1914a[§]       | Gustaf V (1907–1950)        |
| 15  | Hjalmar Hammarskjöld (1862–1953)    | không khung | 17 tháng 2 năm 1914 – 30 tháng 3 năm 1917          | Độc lập                                        | Hammarskjöld             | 1914b          | Gustaf V (1907–1950)        |
| 16  | Carl Swartz (1858–1926)             | không khung | 30 tháng 3 – 19 tháng 10 năm 1917                  | Đảng Quốc gia (Tổng Liên đoàn Tuyển cử)        | Swartz AvF               | —              | Gustaf V (1907–1950)        |
| 17  | Nils Edén (1871–1945)               | không khung | 19 tháng 10 năm 1917 – 10 tháng 3 năm 1920         | Đảng Liên minh Tự do                           | Swartz LS–S              | 1917           | Gustaf V (1907–1950)        |
| 18  | Hjalmar Branting (1860–1925)        | không khung | 10 tháng 3 – 27 tháng 10 năm 1920                  | Đảng Dân chủ Xã hội                            | Branting I S             | —              | Gustaf V (1907–1950)        |
| 19  | Gerhard Louis De Geer (1854–1935)   | không khung | 27 tháng 10 năm 1920 – 23 tháng 2 năm 1921         | Độc lập                                        | G. L. De Geer            | 1920           | Gustaf V (1907–1950)        |
| 20  | Oscar von Sydow (1873–1936)         | không khung | 23 tháng 2 – 13 tháng 10 năm 1921                  | Độc lập                                        | von Sydow                | —              | Gustaf V (1907–1950)        |
| 21  | Hjalmar Branting (1860–1925)        | không khung | 13 tháng 10 năm 1921 – 19 tháng 4 năm 1923         | Đảng Dân chủ Xã hội                            | Branting II S            | 1921[§]        | Gustaf V (1907–1950)        |
| 22  | Ernst Trygger (1857–1943)           | không khung | 19 tháng 4 năm 1923 – 18 tháng 10 năm 1924         | Đảng Quốc gia (Tổng Liên đoàn Tuyển cử)        | Trygger AvF              | —              | Gustaf V (1907–1950)        |
| 23  | Hjalmar Branting (1860–1925)        | không khung | 18 tháng 10 năm 1924 – 24 tháng 1 năm 1925         | Đảng Dân chủ Xã hội                            | Branting III S           | 1924           | Gustaf V (1907–1950)        |
| 24  | Rickard Sandler (1884–1964)         | không khung | 24 tháng 1 năm 1925 – 7 tháng 6 năm 1926           | Đảng Dân chủ Xã hội                            | Sandler S                | —              | Gustaf V (1907–1950)        |
| 25  | Carl Gustaf Ekman (1872–1945)       | không khung | 7 tháng 6 năm 1926 – 2 tháng 10 năm 1928           | Đảng Nhân dân Tự do                            | Ekman I FF–L             | —              | Gustaf V (1907–1950)        |
| 26  | Arvid Lindman (1862–1936)           | không khung | 2 tháng 10 năm 1928 – 7 tháng 6 năm 1930           | Đảng Lantmanna (Tổng Liên đoàn Tuyển cử)       | Lindman II AvF           | 1928           | Gustaf V (1907–1950)        |
| 27  | Carl Gustaf Ekman (1872–1945)       | không khung | 7 tháng 6 năm 1930 – 6 tháng 8 năm 1932            | Đảng Nhân dân Tự do                            | Ekman II FF              | —              | Gustaf V (1907–1950)        |
| 28  | Felix Hamrin (1875–1937)            | không khung | 6 tháng 8 – 24 tháng 9 năm 1932                    | Đảng Nhân dân Tự do                            | Hamrin FF                | —              | Gustaf V (1907–1950)        |
| 29  | Per Albin Hansson (1885–1946)       | không khung | 24 tháng 9 năm 1932 – 19 tháng 6 năm 1936          | Đảng Dân chủ Xã hội                            | Hansson I S              | 1932           | Gustaf V (1907–1950)        |
| 30  | Axel Pehrsson-Bramstorp (1883–1954) | không khung | 19 tháng 6 – 28 tháng 9 năm 1936                   | Liên minh Nông dân                             | Pehrsson-Bramstorp Bf    | —              | Gustaf V (1907–1950)        |
| 31  | Per Albin Hansson (1885–1946)       | không khung | 28 tháng 9 năm 1936 – 6 tháng 10 năm 1946[†]       | Đảng Dân chủ Xã hội                            | Hansson II S–Bf          | 1936           | Gustaf V (1907–1950)        |
| 31  | Per Albin Hansson (1885–1946)       | không khung | 28 tháng 9 năm 1936 – 6 tháng 10 năm 1946[†]       | Đảng Dân chủ Xã hội                            | Hansson III S–Bf–H–F     | 1940           | Gustaf V (1907–1950)        |
| 31  | Per Albin Hansson (1885–1946)       | không khung | 28 tháng 9 năm 1936 – 6 tháng 10 năm 1946[†]       | Đảng Dân chủ Xã hội                            | Hansson III S–Bf–H–F     | 1944           | Gustaf V (1907–1950)        |
| 31  | Per Albin Hansson (1885–1946)       | không khung | 28 tháng 9 năm 1936 – 6 tháng 10 năm 1946[†]       | Đảng Dân chủ Xã hội                            | Hansson IV S             | —              | Gustaf V (1907–1950)        |
| —   | Östen Undén (1886–1974)             | không khung | 6 – 11 tháng 10 năm 1946 (Quyền Thủ tướng)         | Đảng Dân chủ Xã hội                            | Hansson IV S             | —              | Gustaf V (1907–1950)        |
| 32  | Tage Erlander (1901–1985)           | không khung | 11 tháng 10 năm 1946 – 14 tháng 10 năm 1969        | Đảng Dân chủ Xã hội                            | Erlander I S             | —              | Gustaf V (1907–1950)        |
| 32  | Tage Erlander (1901–1985)           | không khung | 11 tháng 10 năm 1946 – 14 tháng 10 năm 1969        | Đảng Dân chủ Xã hội                            | Erlander I S             | 1948           | Gustaf V (1907–1950)        |
| 32  | Tage Erlander (1901–1985)           | không khung | 11 tháng 10 năm 1946 – 14 tháng 10 năm 1969        | Đảng Dân chủ Xã hội                            | Erlander II S–Bf         | 1952           | Gustaf VI Adolf (1950–1973) |
| 32  | Tage Erlander (1901–1985)           | không khung | 11 tháng 10 năm 1946 – 14 tháng 10 năm 1969        | Đảng Dân chủ Xã hội                            | Erlander II S–Bf         | 1956           | Gustaf VI Adolf (1950–1973) |
| 32  | Tage Erlander (1901–1985)           | không khung | 11 tháng 10 năm 1946 – 14 tháng 10 năm 1969        | Đảng Dân chủ Xã hội                            | Erlander III S           | 1958[§]        | Gustaf VI Adolf (1950–1973) |
| 32  | Tage Erlander (1901–1985)           | không khung | 11 tháng 10 năm 1946 – 14 tháng 10 năm 1969        | Đảng Dân chủ Xã hội                            | Erlander III S           | 1960           | Gustaf VI Adolf (1950–1973) |
| 32  | Tage Erlander (1901–1985)           | không khung | 11 tháng 10 năm 1946 – 14 tháng 10 năm 1969        | Đảng Dân chủ Xã hội                            | Erlander III S           | 1964           | Gustaf VI Adolf (1950–1973) |
| 32  | Tage Erlander (1901–1985)           | không khung | 11 tháng 10 năm 1946 – 14 tháng 10 năm 1969        | Đảng Dân chủ Xã hội                            | Erlander III S           | 1968           | Gustaf VI Adolf (1950–1973) |
| 33  | Olof Palme (1927–1986)              | không khung | 14 tháng 10 năm 1969 – 8 tháng 10 năm 1976         | Đảng Dân chủ Xã hội                            | Palme I S                | —              | Gustaf VI Adolf (1950–1973) |
| 33  | Olof Palme (1927–1986)              | không khung | 14 tháng 10 năm 1969 – 8 tháng 10 năm 1976         | Đảng Dân chủ Xã hội                            | Palme I S                | 1970           | Gustaf VI Adolf (1950–1973) |
| 33  | Olof Palme (1927–1986)              | không khung | 14 tháng 10 năm 1969 – 8 tháng 10 năm 1976         | Đảng Dân chủ Xã hội                            | Palme I S                | 1973           | Gustaf VI Adolf (1950–1973) |
| 33  | Olof Palme (1927–1986)              | không khung | 14 tháng 10 năm 1969 – 8 tháng 10 năm 1976         | Đảng Dân chủ Xã hội                            | Palme I S                | —              | Carl XVI Gustaf (1973–)     |
| 34  | Thorbjörn Fälldin (1926–2016)       | không khung | 8 tháng 10 năm 1976 – 18 tháng 10 năm 1978         | Đảng Trung dung                                | Fälldin I C–M–F          | 1976           | Carl XVI Gustaf (1973–)     |
| 35  | Ola Ullsten (1931–2018)             | không khung | 18 tháng 10 năm 1978 – 12 tháng 10 năm 1979        | Đảng Nhân dân                                  | Ullsten F                | —              | Carl XVI Gustaf (1973–)     |
| 36  | Thorbjörn Fälldin (1926–2016)       | không khung | 12 tháng 10 năm 1979 – 8 tháng 10 năm 1982         | Đảng Trung dung                                | Fälldin II C–M–F         | 1979           | Carl XVI Gustaf (1973–)     |
| 36  | Thorbjörn Fälldin (1926–2016)       | không khung | 12 tháng 10 năm 1979 – 8 tháng 10 năm 1982         | Đảng Trung dung                                | Fälldin III C–F          | 1979           | Carl XVI Gustaf (1973–)     |
| 37  | Olof Palme (1927–1986)              | không khung | 8 tháng 10 năm 1982 – 28 tháng 2 năm 1986[‡]       | Đảng Dân chủ Xã hội                            | Palme II S               | 1982           | Carl XVI Gustaf (1973–)     |
| 37  | Olof Palme (1927–1986)              | không khung | 8 tháng 10 năm 1982 – 28 tháng 2 năm 1986[‡]       | Đảng Dân chủ Xã hội                            | Palme II S               | 1985           | Carl XVI Gustaf (1973–)     |
| 38  | Ingvar Carlsson (1934–)             | không khung | 28 tháng 2 – 12 tháng 3 năm 1986 (Quyền Thủ tướng) | Đảng Dân chủ Xã hội                            | Palme II S               | —              | Carl XVI Gustaf (1973–)     |
| 38  | Ingvar Carlsson (1934–)             | không khung | 13 tháng 3 năm 1986 – 4 tháng 10 năm 1991          | Đảng Dân chủ Xã hội                            | Carlsson I S             | 1988           | Carl XVI Gustaf (1973–)     |
| 38  | Ingvar Carlsson (1934–)             | không khung | 13 tháng 3 năm 1986 – 4 tháng 10 năm 1991          | Đảng Dân chủ Xã hội                            | Carlsson II S            | —              | Carl XVI Gustaf (1973–)     |
| 39  | Carl Bildt (1949–)                  | không khung | 4 tháng 10 năm 1991 – 7 tháng 10 năm 1994          | Đảng Ôn hòa                                    | C. Bildt M–C–FP–KD       | 1991           | Carl XVI Gustaf (1973–)     |
| 40  | Ingvar Carlsson (1934–)             | không khung | 7 tháng 10 năm 1994 – 22 tháng 3 năm 1996          | Đảng Dân chủ Xã hội                            | Carlsson III S           | 1994           | Carl XVI Gustaf (1973–)     |
| 41  | Göran Persson (1949–)               | không khung | 22 tháng 3 năm 1996 – 6 tháng 10 năm 2006          | Đảng Dân chủ Xã hội                            | Persson S                | —              | Carl XVI Gustaf (1973–)     |
| 41  | Göran Persson (1949–)               | không khung | 22 tháng 3 năm 1996 – 6 tháng 10 năm 2006          | Đảng Dân chủ Xã hội                            | Persson S                | 1998           | Carl XVI Gustaf (1973–)     |
| 41  | Göran Persson (1949–)               | không khung | 22 tháng 3 năm 1996 – 6 tháng 10 năm 2006          | Đảng Dân chủ Xã hội                            | Persson S                | 2002           | Carl XVI Gustaf (1973–)     |
| 442 | Fredrik Reinfeldt (1965–)           | không khung | 6 tháng 10 năm 2006 – 3 tháng 10 năm 2014          | Đảng Ôn hòa (Liên minh vì Thụy Điển)           | Reinfeldt M–C–FP–KD      | 2006           | Carl XVI Gustaf (1973–)     |
| 442 | Fredrik Reinfeldt (1965–)           | không khung | 6 tháng 10 năm 2006 – 3 tháng 10 năm 2014          | Đảng Ôn hòa (Liên minh vì Thụy Điển)           | Reinfeldt M–C–FP–KD      | 2010           | Carl XVI Gustaf (1973–)     |
| 43  | Stefan Löfven (1957–)               | không khung | 3 tháng 10 năm 2014 – 30 tháng 11 năm 2021         | Đảng Dân chủ Xã hội                            | Löfven I[✕] S–MP         | 2014           | Carl XVI Gustaf (1973–)     |
| 43  | Stefan Löfven (1957–)               | không khung | 3 tháng 10 năm 2014 – 30 tháng 11 năm 2021         | Đảng Dân chủ Xã hội                            | Löfven I[✕] S–MP         | 2018           | Carl XVI Gustaf (1973–)     |
| 43  | Stefan Löfven (1957–)               | không khung | 3 tháng 10 năm 2014 – 30 tháng 11 năm 2021         | Đảng Dân chủ Xã hội                            | Löfven II[✕] S–MP        | —              | Carl XVI Gustaf (1973–)     |
| 43  | Stefan Löfven (1957–)               | không khung | 3 tháng 10 năm 2014 – 30 tháng 11 năm 2021         | Đảng Dân chủ Xã hội                            | Löfven III S–MP          | —              | Carl XVI Gustaf (1973–)     |
| 44  | Magdalena Andersson (1967–)         | không khung | 30 tháng 11 năm 2021 – 18 tháng 10 năm 2022        | Đảng Dân chủ Xã hội                            | Andersson S              | —              | Carl XVI Gustaf (1973–)     |
| 45  | Ulf Kristersson (1967–)             | không khung | 18 tháng 10 năm 2022 – Tại nhiệm                   | Đảng Ôn hòa                                    | Kristersson M–KD–L       | 2022           | Carl XVI Gustaf (1973–)     |

1. ↑  Tổng Liên đoàn Tuyển cử (1904–1938) được thành lập với tư cách là một tổ chức vận động chính trị cấp quốc gia đối với các nhóm chính trị thời kỳ đầu (của Quốc hội Thụy Điển) theo khuynh hướng bảo thủ và bảo hộ mậu dịch có đại diện trong Riksdag (tức Quốc hội Thụy Điển). Các đảng tham gia liên kết với tổ chức gồm: Đảng Lantmanna (Đảng Nông thôn Thụy Điển), Đảng Bảo hộ Mậu dịch và Đảng Quốc gia. Một số những nhóm nghị sĩ sau tập hợp lại và thành lập nên một chính đảng đại diện vào năm 1935. Tổng Liên đoàn Tuyển cử sau đổi tên là Tổ chức Quốc gia Cánh tả (1938–1952) rồi sau là Đảng Cánh tả (1952–1969). Sau đó thì đảng tiếp tục đổi tên thành đảng Ôn hòa vào năm 1969 và duy trì tên này cho đến nay.
2. ↑  Đảng Liên minh Tự do (1900–1924) được thành lập dưới sự tập hợp của các chính trị gia tự do, những người theo chủ nghĩa trung dung và các nhóm ủng hộ mở cửa thương mại ở Riksdag thời kỳ đầu tồn tại (sau khi chế độ lưỡng viện được thiết lập ở đây). Sau những mâu thuẫn liên quan tới sự cấm đoán rượu bia, nội bộ đảng phân chia thành hai đảng nhỏ hơn là Đảng Nhân dân Tự do và Đảng Tự do Thụy Điển trong thời kỳ 1924–1934. Hai đảng sau hòa giải và tái sát nhập trở lại thành Đảng Nhân dân (1934–1990). Thời kỳ 1990–2015 đảng có tên là Đảng Nhân dân - Tự do (1990–2015). Vào năm 2015, tên đảng được đổi tên thành đảng Tự do và tồn tại với cái tên này từ đó cho tới nay.
3. ↑  Nhóm Dân chủ Xã hội ở Thụy Điển có tên chính thức là Đảng Công nhân Dân chủ Xã hội Thụy Điển.
4. ↑  Đảng Trung dung trước đây được biết đến với tên gọi Liên minh Nông dân (1913–1957). Cái tên Trung dung hiện tại xuất hiện đầu tiên vào năm 1957.